# Juridisk form

## Juridiska former i Sverige
| Juridisk person                                           | Kod för juridisk form i org.nr-registret | Org.nr.-tilldelande myndighet |
| --------------------------------------------------------- | ---------------------------------------- | ----------------------------- |
| Övrigt aktiebolag                                         | 49                                       | Bolagsverket                  |
| Allmän försäkringskassa                                   | 85                                       | Statistiska centralbyrån      |
| Erkänd arbetslöshetskassa                                 | 95                                       |                               |
| Bankaktiebolag                                            | 41                                       | Bolagsverket                  |
| Bankfilial                                                |                                          | Bolagsverket                  |
| Bostadsförening                                           |                                          |                               |
| Bostadsrättsförening                                      | 53                                       | Bolagsverket                  |
| Ekonomisk förening                                        | 51                                       | Bolagsverket                  |
| Enkelt bolag                                              | 21                                       | Skatteverket                  |
| Europabolag (SE)                                          | 43                                       | Bolagsverket                  |
| Europakooperativ                                          | 55                                       | Bolagsverket                  |
| EEIG, Europeisk Ekonomisk Intressegruppering              |                                          | Bolagsverket                  |
| Familjestiftelse                                          | 71                                       | Skatteverket                  |
| Fysisk person                                             | 00                                       |                               |
| Föreningsbank                                             | 52                                       |                               |
| Försäkringsaktiebolag                                     | 42                                       | Bolagsverket                  |
| Handelsbolag och kommanditbolag                           | 31                                       | Bolagsverket                  |
| Hypoteksförening                                          | 88                                       | Statistiska centralbyrån      |
| Ideell förening                                           | 61                                       | Skatteverket                  |
| Juridisk form ej utredd                                   | 99                                       |                               |
| Enhet inom svenska kyrkan                                 | tidigare 86 numer 63                     |                               |
| Gruvbolag                                                 | 32                                       |                               |
| Borgerlig primär-kommun                                   | 82                                       | Statistiska centralbyrån      |
| Kommunalförbund                                           | 83                                       | Statistiska centralbyrån      |
| Konkursbo                                                 |                                          |                               |
| Kooperativ hyresrättsförening                             | 54                                       | Bolagsverket                  |
| Landsting                                                 | 84                                       | Statistiska centralbyrån      |
| Medlemsbank                                               |                                          | Bolagsverket                  |
| Offentlig korporation och offentlig anstalt               | 87                                       | Statistiska centralbyrån      |
| Oskiftat dödsbo                                           | 91                                       | Skatteverket                  |
| Partrederi                                                | 22                                       | Skatteverket                  |
| Regional statlig myndighet                                | 89                                       | Statistiska centralbyrån      |
| Samfällighetsförening, sambruksförening och vägförening   | 62                                       | Lantmäteriet                  |
| Sparbank                                                  | 93                                       | Bolagsverket                  |
| Statlig enhet (myndighet)                                 | 81                                       | Statistiska centralbyrån      |
| Stiftelse                                                 |                                          |                               |
| Registrerat trossamfund                                   | 63                                       | Kammarkollegiet               |
| Understödsförening                                        | 94                                       | Finansinspektionen            |
| Utländsk juridisk person                                  | 96                                       |                               |
| Vattenförbund                                             |                                          | Länsstyrelsen                 |
| Vägförening                                               |                                          | Lantmäteriet                  |
| Värdepappersfond                                          | 23                                       |                               |
| Ömsesidigt försäkringsbolag                               | 92                                       | Bolagsverket                  |
| Övrig stiftelse och fond                                  | 72                                       |                               |
| Övrig svensk juridisk person enligt särskild lagstiftning | 98                                       |                               |
| Utländskt företags filial                                 |                                          | Bolagsverket                  |